# ミルコ・ジュロヴスキー
ミルコ・ジュロヴスキー（マケドニア語: Милко Ѓуровски、1963年2月26日 - ）は、ユーゴスラビア出身の元同国代表、元マケドニア共和国代表のサッカー選手、指導者。
兄のボスコ・ジュロヴスキーとともにレッドスター・ベオグラードの中心選手として8年間活躍。1984年からはユーゴスラビア代表にも選出され、ロサンゼルスオリンピックで銅メダルを獲得した。
1986年に同じ都市に本拠を置くライバルクラブであるパルチザン・ベオグラードへ移籍。パルチザンのファンからは歓迎を受けたが、レッドスターのファンは彼を裏切り者と非難した。パルチザン退団後はFCフローニンゲン、ニーム・オリンピックと西側諸国のクラブを渡り歩き、スロベニアでのプレーを最後に引退。
引退後はNKナフタ・レンダヴァで指導者としてのキャリアをスタートさせたが、成績は低迷。2007年ホームのNKドムジャレ戦にて0対6と大敗した後に解任された。2009-10シーズンはマケドニア2部FKバレシカの監督を務めた。
息子のマリオ・ジュロヴスキーも同じく元マケドニア共和国代表サッカー選手、指導者である。